# مانويل توري
مانويل توري (بالإسبانية: Manuel Torre)‏ هو مغني إسباني، ولد في 5 ديسمبر 1878 في شريش في إسبانيا، وتوفي في 21 يوليو 1933 في إشبيلية في إسبانيا بسبب سل.

## وصلات خارجية
- مانويل توري على موقع ميوزك برينز (الإنجليزية)
- مانويل توري على موقع ديسكوغز (الإنجليزية)